# Iveco Turbostar
Iveco TurboStar — крупнотоннажный грузовой автомобиль, предназначенный для перевозки грузов на большие расстояния, выпускаемый итальянской компанией Iveco S.p.A. Производство модели началось в 1984 году и продолжалось до 1993 года.

## Информация
Автомобили предлагаются в виде шасси или седельных тягачей с колёсной формулой 4х2 или 6х2. Отличительными особенностями TurboStar стали новые двигатели Turbo-Aftercooler объёмом 13,8 литра, 6-цилиндровый двигатель 8210 мощностью 330 л. с. и восьмицилиндровый V-образный турбомотор 8280 объёмом 17,2 литра и мощностью 420 л. с., более высокая и комфортная кабина с модернизированной системой подвески. Было произведено около 300000 единиц.
В июле 1984 года Iveco передала прессе первые 190 тестовых автомобилей серии TurboStar; В сентябре итальянский торговый журнал tuttoTrasporti опубликовал первые фотографии нового автомобиля. Впервые в секторе грузовых автомобилей Iveco использовала серебристо-серый металлик в качестве официального лакокрасочного покрытия. Ранее это было зарезервировано только для специальных заказов.
TurboStar, как и его родственная модель Iveco Turbotech, является развитием модели Iveco 190, хотя более 2000 компонентов предыдущей модели были обновлены. Первые испытания TurboStar начались в сентябре 1982 года. Крупномасштабное исследование, проведённое по заказу Iveco с участием более 2000 опрошенных водителей грузовиков из разных стран, в том же году показало, что одним из наиболее важных факторов при выборе нового грузовика является комфорт кабины. Поэтому Iveco изменяла конструкции кабины и повышала удобства её использования, а также снижало вибрацию и шум. В 1993 году модель была вытеснена с конвейера моделью Iveco EuroStar, тогда как Turbotech был вытеснен с конвейера EuroTech.

## Модельный ряд
- 190-33/190-33T (1984—1987): двигатель Iveco 8210.22S, 6-цилиндровый, объём 13798 см3, мощность 330 л. с. при 1900 об/мин
- 190-42/190-42T (1984—1989): двигатель Iveco 8280.42 8-цилиндровый, объём 17174 см3, мощность 420 л. с. при 1800 об/мин. Доступен в конфигурации 4x2. Большинство из 190-42 были переделаны владельцами в 6x2.
- 190-36/190-36T/240-36 (1987—1992): 6-цилиндровый двигатель Iveco 8210.42 такой же, как и 190-33, но более мощный. Он развивает мощность 360 л. с. при 1800 об/мин. Существует также версия 240-36 с 3-й ленивой осью. С 1990 года двигатель 190-36 развивает мощность 377 л. с. вместо 360.
- 190-48/190-48T/240-48 (1989—1993): Двигатель Iveco 8280.42S 8-цилиндровый 17,174см3, мощность 476 л. с. при 1800 об/мин. Доступна также версия с 3-й ленивой осью.